# Mário Sá Gomes
Mário Sá Gomes (30 de março de 1970) é um ativista dos direitos humanos na Guiné-Bissau. É presidente da Associação Guineense de Defesa de Vitimas do Erro Judicial.

## Biografia
Mário Sá Gomes nasceu a 30 de março de 1970, no bairro de Bissau Novo, descendente dos antigos indígenas que habitaram a Ilha de Pecixe, Caió, na região de Cacheu.
Mário Sá Gomes estudou na Escola Secundária de Sacavém e formou-se em Direito na Universidade Autónoma de Lisboa, em Portugal.
Mário Sá Gomes, é activista dos Direitos Humanos, Presidente cessante do Conselho Fiscal e de Jurisdição Nacional da Liga Guineense dos Direitos Humanos (2009-2004), Fundador e Presidente da Associação Guineense de Solidariedade para com as Vítimas de Erro Judicial (desde março 2003). As atividades da associação resume-se na defesas dos direitos e liberdades fundamentais e apoio ao familiares das vítimas dos assassinatos políticos e de prisioneiros de consciência.
Nos primeiros momentos, em 2003, foi o único membro da sociedade civil que constituiu a extinta Comissão para a Formação dos Agentes da Força de Defesa e Segurança em matéria dos direitos humanos, junto da UNOGBIS, da qual realizaram entre outras varias formações incluindo a realização do Dialogo Nacional entre a classe castrense, a classe politica e a sociedade civil.
Responsável para a célula das infraestruturas da “AQUALEICA” Associação de Quadros Leigos Católicos, tendo elaborado projetos e dirigindo as obras de construção de várias escolas na região de biombo, bem como. Delegado da Câmara Municipal para Zona “B” da cidade de Bissau, desde 2005 até 22 de novembro de 2008, data em que conseguiu escapar às autoridades e abandona o país para o exílio. 
Durante o exílio, fundou a Aliança Internacional dos Defensores dos Direitos Humanos no Exílio no centro de acolhimento e de procedimentos de asilo em Vallorbe, Suíça.

## Ativismo
Na presidência da Associação Guineense de Defesa de Vítimas do Erro Judicial, acusou o general Tagmé Na Waié de ter perdido o controlo e o comando das Forças Armadas guineenses no combate ao tráfico de droga na Guiné-Bissau, envolvendo-se numa polémica com os militares ao sugerir que o então Presidente guineense, João Bernardo "Nino" Vieira, demitisse as chefias militares por nada fazerem contra o tráfico de droga no país.
Mário Sá Gomes exigiu do Presidente João Bernardo "Nino" Vieira a demissão de Tagmé Na Waié do cargo de Chefe do Estado-Maior-General das Forças Armadas (CEMGFA), bem como todas as chefias dos três ramos das Forças Armadas e a proceder uma profunda reforma nos serviços da segurança.
Foi emitido um mandado de captura contra Sá Gomes, emitido pelo Ministério Público no mesmo dia que Sá Gomes fez as suas declarações sobre o tráfico de droga no país.
Receando pela integridade física do ativista dos Direitos Humanos, devido aos rumores de iniciativas isoladas de soldados no sentido de capturar Sá Gomes, uma delegação das organizações da sociedade civil guineense se reuniu com o general Tagmé Na Waié, para tentar ultrapassar a crise. As organizações da sociedade civil, Liga Guineense dos Direitos Humanos, Wanep (Rede Oeste Africana para a Edificação da Paz) e o Movimento Nacional da Sociedade Civil para Paz, Democracia e Desenvolvimento, solicitaram que o caso ficasse sob a alçada do Ministério Público.
O CEMGFA considerou "graves" as declarações de Mário Sá Gomes contra a instituição que dirige, mas admitiu esquecer o assunto "em nome da paz e da tranquilidade" do país.
Mário Sá Gomes chegou a ser detido em plena reunião da direcção da associação que presidia, que decorria na sua sede nacional, no bairro de Plubá, em Bissau. 
A crítica de Mário Sá Gomes, como defensor oficioso dos detidos, já que, na sua opinião, "ninguém os defendia de forma séria", foi dirigida às chefias militares pelo facto de ambos terem cometido o mesmo tipo de "crime" quando derrubaram Kumba Ialá. 
Para o presidente da Associação de Defesa de Vitima de Erros Judiciais, a diferença reside no facto de "alguns terem tentado e conseguido e outros não". 
A alusão foi clara na referência ao Comité Militar para a Restituição da Ordem Constitucional e Democrática (CMROCD), que acabou por destituir Kumba Ialá num golpe de Estado a 14 de Setembro de 2003. 
Por causa de suas declarações, e ameaças de represálias dos militares o ativista refugiou-se na sede da ONU em Bissau.
O Observatório para a Protecção dos Defensores dos Direitos Humanos, programa conjunto da Federação Internacional dos Direitos Humanos (FIDH) e da Organização Mundial Contra a Tortura (OMCT), realizou uma missão internacional de investigação e apuramento de factos na Guiné-Bissau de 7 a 17 de janeiro de 2008. elaborou documento denominago "GUINÉ-BISSAU, Um Ambiente Prejudicial para o Trabalho dos Defensores dos Direitos Humanos". A Missão de investigação internacional A delegação do Observatório foi constituída pelo Sr. Paulo Comoane, membro da Liga Moçambicana dos Direitos Humanos e pela Sra. D. Rita Patrício, especialista em direitos humanos.
O ativista guineense dos Direitos Humanos Mário Sá Gomes foi o vencedor do Prémio Amílcar Cabral, atribuído anualmente pela Associação cabo-verdiana Tabanka Onlus (Itália).